# Koningsdopluis
De koningsdopluis (Pulvinaria regalis) is een schildluis die behoort tot de wollige dopluizen. Koningsdopluizen leven van plantensap op bomen in met name steden. Ze zijn polyfaag. Het is bekend dat ze op 65 soorten planten voorkomen uit 25 families. De belangrijkste boomsoorten die als gastheer fungeren voor deze schildluis zijn paardenkastanje, plataan, esdoorn, linde, iep, magnolia, laurier en kornoelje. Er is één generatie per jaar. Jonge exemplaren leven op takken en bladstelen en volwassen exemplaren op de stam. Op de stam produceren ze na de winter eierzakken waaruit een nieuwe generatie voorkomt. Deze zak is grotendeels verborgen onder het lichaam van het dier.

## Verspreiding
De koningsdopluis komt van oorsprong uit Azië. De soort werd voor het eerst ontdekt in Europa in de jaren zestig toen ze gevonden werden in Londen. Parijs volgde in 1968, Duitsland in 1989, waar ze sindsdien in veel steden zijn ontdekt. De vrouwelijke dieren hebben geen vleugels en men denkt dat ze zich ofwel met snoeihout ofwel via boomkwekerijproducten verspreiden. De nimfen in hun kruipfase kunnen door de wind worden vervoerd en het is mogelijk dat zij, of de eieren, soms op de poten van vogels meeliften.